# Cuando pase el temblor
«Cuando pase el temblor» es una canción escrita por Gustavo Cerati e interpretada por la banda argentina de rock Soda Stereo. Integra el álbum de estudio Nada personal de 1985. Es una de las canciones más exitosas del grupo y uno de los temas emblemáticos del rock en español.
Gustavo Cerati utilizó para componer la canción y ambientar el video el hecho de que su familia solía ir frecuentemente al Pucará de Tilcara, una atracción arqueológica en el noroeste argentino, cuando él era niño. La obra fue finalista del 12° World Festival of Video and TV de Acapulco, México.
Tiene la estadística de ser la canción de Soda más interpretada en vivo por ellos, y fue incluida en todas las giras a partir de la Gira Nada Personal hasta la Gira Me Verás Volver en 2007. La prestigiosa revista  Billboard elaboró la lista de las 25 obras maestras del rock en español y premio en el puesto 5 a Cuando pase el temblor, además 
«Cuando pase el temblor» logró el puesto 84° de las 500 mejores canciones del rock iberoamericano por Al Borde en 2006, el puesto 12° de las 20 mejores canciones del rock en español por E! en 2011, y el puesto 68° de las 100 mejores canciones del rock argentino por la Rolling Stone Argentina y MTV en 2002. A nivel mundial, el sitio web recopilatorio de críticas musicales, Acclaimed Music, ubicó a «Cuando pase el temblor» en el puesto 59° de las mejores canciones lanzadas en 1985.

## Letra
Como suele suceder en casi toda la obra de Soda Stereo, se trata de una letra críptica. Pero en el caso de «Cuando pase el temblor» esa oscuridad en su significado está especialmente acentuada. La letra está compuesta a partir de imágenes y emociones no articuladas, a la manera de un collage, como si se tratara de una serie de mensajes en bruto, sintonizados por azar. 
Paradójicamente ello no hace que la letra no conmueva, sino todo lo contrario. Las imágenes mentales y la angustia que genera un mundo «de piedra» sometido al «temblor», la identificación con el cantante cuando confiesa oscilar entre el «temor» y la «vergüenza», la conmoción emocional cuando Cerati va más allá de la esperanza y afirma que sabe que la encontrará entre las ruinas y se besarán en el templo, y finalmente la paz, «despiértame cuando pase el temblor», la frase del título.
Algunos han entendido que la canción habla del orgasmo o a una gran tragedia social (como las dictaduras), natural o personal.
En cada país se ha significado la canción según el momento histórico que se vivía. Particularmente en México, ese mismo año en que se lanzó el tema, sucedió el terrible terremoto de 1985, el peor de su historia, de magnitud 8.1 en la escala Magnitud de Momento, que destruyó gran parte de la Ciudad de México y mató cerca de 10 000 personas. El propio Cerati ha dicho que tuvo en cuenta ese desastre al componer la canción, recordando la primera visita de la banda a México:

«Tengo dos recuerdos bien presentes... Quizás el más perdurable tiene que ver cuando tocamos tras el terremoto. A mí me tocó mucho cantar "El temblor" en un lugar en el que había ocurrido una verdadera tragedia. Recuerdo que cuando cantaba la parte que dice "…cuando pase el temblor" me provocaba una sensación extraña. Me hizo mucho ruido eso.»

Charly Alberti, por su lado, recuerda que en Chile «la gente cantaba que se acabó el régimen (de Augusto Pinochet) cuando tocábamos "Cuando pase el temblor"».

## Música

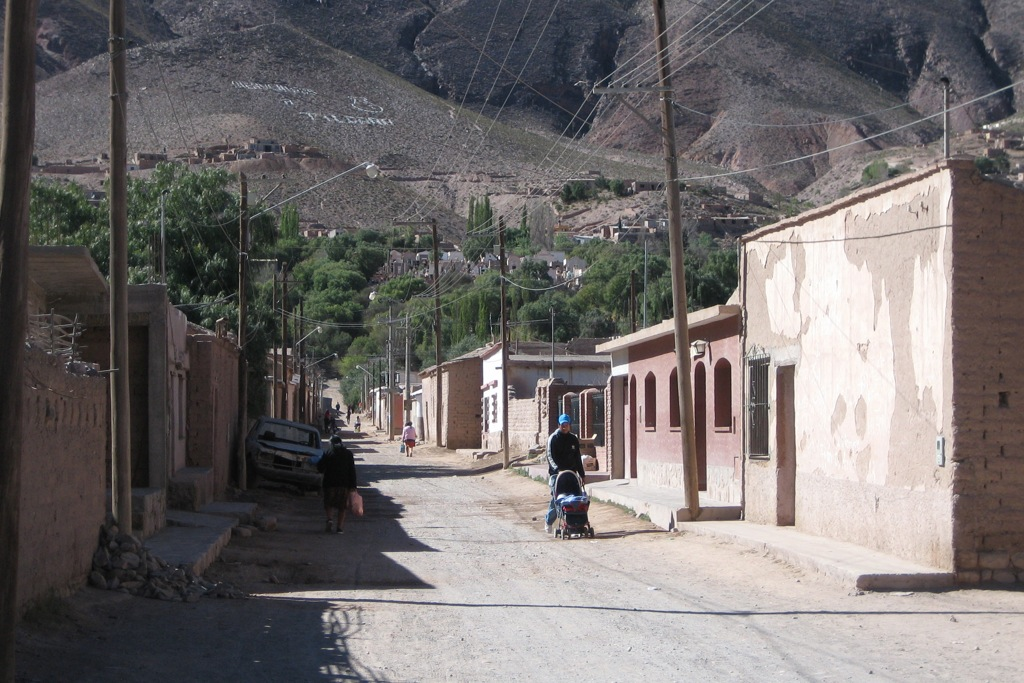
Tilcara, ciudad de origen precolombino, perteneciente a la civilización omaguaca. Jujuy (Argentina), cerca de la frontera con Bolivia. Allí se realizó el video de «Cuando pase el temblor».

El tema bien podría ser definido como «rock andino», construido sobre una fusión de carnavalito y reggae en ritmo new wave. Muy audaz, sobre todo si se tiene en cuenta la época, de predomino hegemónico de los ritmos en boga en el mercado internacional. Anticipa una tendencia general del rock iberoamericano en los 90 a fusionar los estilos tradicionales del rock internacional con los ritmos latinoamericanos.

«"Cuando pase el temblor" fue una de las primeras canciones que salieron, sobre una idea que yo ya tenía, inspirada en paisajes que conocía de chico, del noroeste argentino. Y es un poco una fusión, no forzada, de una especie de reggae con un aire de carnavalito; nos empezó a gustar lo que surgía y me puse a escribir sobre ese lugar que recordaba. Al mismo tiempo, no hacía mucho que había ocurrido un terremoto terrible en México; me impactaba mucho esa noticia, y la relacioné con algo totalmente emocional.»
Gustavo Cerati

Por otra parte, consideró a Cuando pase el temblor como una de sus canciones perfectas:

"Cuando terminé «Corazón delator» o «El temblor», sí, sentí que había dado con algo que creía que nunca iba a poder mejorar. Era lo máximo dentro de lo que yo podía hacer, considerando que el principal sentido de todo lo que escribo y compongo aspira a producir un disparo de imaginación. Me gusta la canción perfecta no porque sea técnicamente perfecta, sino porque inaugura algo o fue a fondo.

La versión original del tema incluida en el álbum Nada personal, tiene una introducción elaborada iniciada con el bombo de batería electrónica (a manera de caja andina) estableciendo el ritmo junto a una base de caja de ritmos (reproduciendo los sonidos de las chajchas), a la que se suma primero la guitarra eléctrica (simulando un aire de charango) y luego el bajo con un riff de cinco notas que abre paso al sikus (siendo tocado mediante un sintetizador por Fabián Vön Quintiero) que terminan de definir el aire andino.

## Videoclip

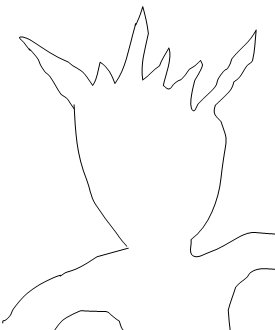
Estilo precolombino de los dibujos que inician el video, representando a los miembros de Soda Stereo.

El videoclip, dirigido por Alfredo Lois, constituyó un hito histórico para el rock latino al ser el primero de una banda argentina en ser transmitido por la cadena MTV.
Se filmó  en Tilcara, Jujuy, precisamente en el sitio arqueológico Pucará de Tilcara, donde se encuentran los restos de un fuerte precolombino omaguaca de la región andina del noroeste argentino. Comienza con unas breves escenas de once segundos, en los que se muestra una sucesión de dibujos realizados con el estilo de las culturas precolombinas andinas del noroeste argentino (que no suelen ser reproducidas en las transmisiones). Entre los dibujos aparecen primero tres figuras humanas con el pelo parado (la banda tenía adoptaba entonces la estética gótica) y luego una figura humana, posiblemente un omaguaca (parecida al dibujo de los músicos), junto a una llama (en realidad, se trata de dos figuras, y la segunda es un acercamiento de la figura humana al lado de una llama). A continuación se ve a Zeta Bosio cruzando el puente que cruza sobre el Río Huasamayo, por el que se accede al pucará, y luego a los miembros de la banda caminando por Tilcara antes de aparecer en el antiguo pucará (fuerte) omaguaca, que domina estratégicamente el paso. Antes de bajar hacia el pueblo, Gustavo Cerati o Zeta Bosio, espera al resto en la entrada al cementerio de Tilcara, al que años más tarde se referirá León Gieco en su canción Los Salieris de Charly.[cita requerida]

La canción se desarrolla sobre imágenes posterizadas de Gustavo cantando el tema en Obras unos meses antes, y escenas de los tres músicos punk bailando, cantando y haciendo música en las ruinas polvorientas de una vieja civilización andina (Zeta tocando siku sobre el monolito del Pucará que representa a Tiahuanaco, Gustavo desplazándose entre angostos pasillos de piedra, Charly tocando un bombo legüero gaucho a modo de una batería, todos rodeados de cardones).

Incluso, la estética de la puesta en escena de la misma banda no simula, sino que justamente subraya el artificio y desnaturaliza la percepción, como lo ilustra el clip «Cuando pase el temblor» (1985, Soda Stereo), en él los maquillajes acentuados, los peinados, la ropa de seda en el Pucará de Tilcara, ostentan la crispación del artificio que remarca su carácter de construcción estética en medio del inesperado paisaje de este asentamiento prehispánico del Noroeste argentino.

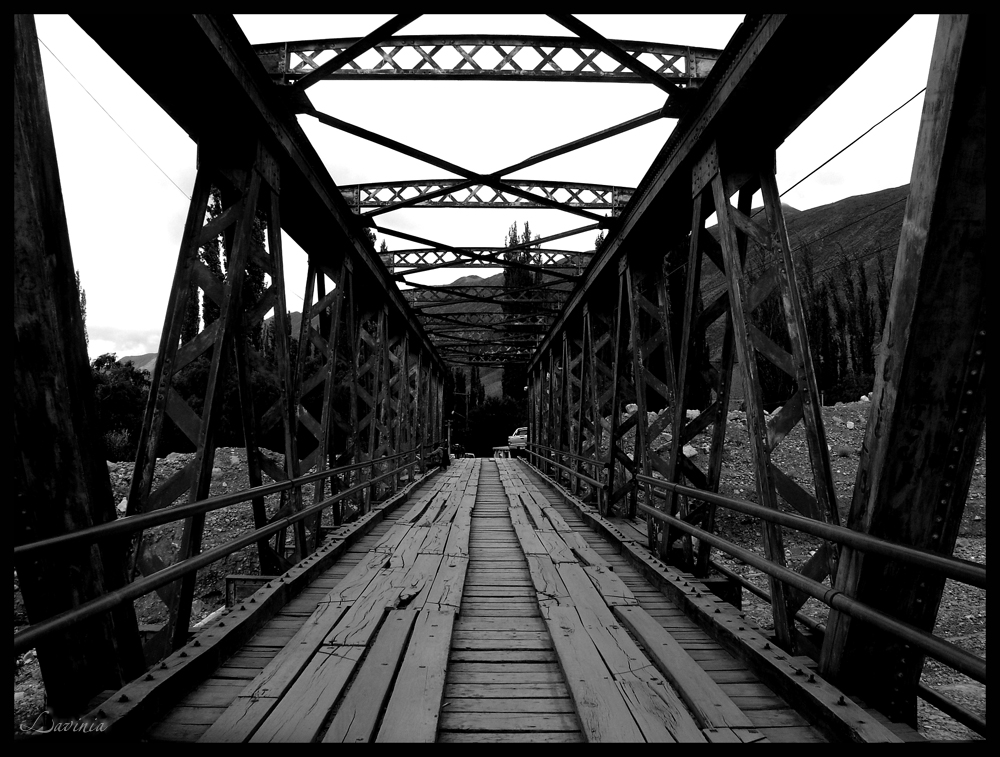
Puente sobre el río Huasamayo que aparece en el videoclip.

Los contrastes no pueden ser más evidentes y es obvio que no hay ningún intento de diluirlos. El video trabaja, precisamente, con el efecto que produce en el espectador el contraste entre mundos y culturas tan diferentes, con un claro mensaje de fusión sin renuncia a la identidad. De hecho el posterizado al que se recurre constantemente en el video, alude claramente a la idea de contraste. La última estrofa cierra con la imagen posterizada de un niño omaguaca, que se transforma en una imagen natural, para tomar de la mano a Gustavo y bajar con la banda hacia Tilcara, como si fueran viejos conocidos.

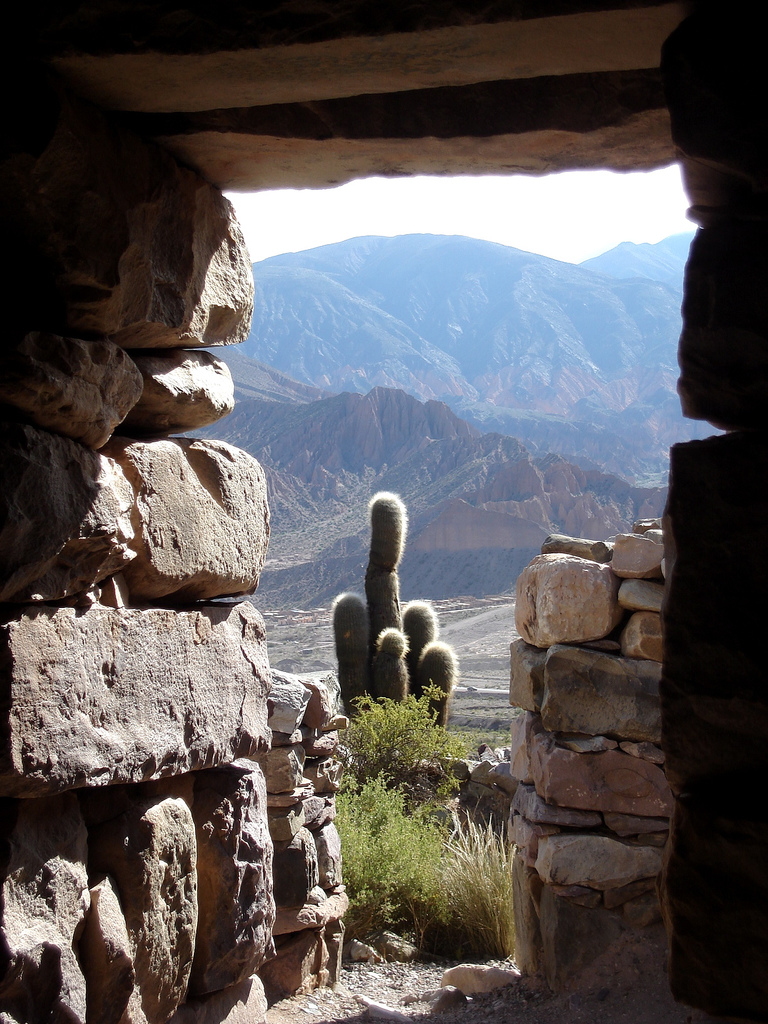
Pucará de Tilcara, fortaleza precolombina de la civilización omaguaca que fue utilizada para resistir a los imperios incaico y español. Allí se organizó el centro de las Guerras Calchaquíes contra el Imperio Español, comandadas por el señor de Omaguaca, Viltipoco.

Para el cierre musical el video utiliza las imágenes de la banda tocando en el recital de Obras y el público saltando, para redondear el mensaje de contrastes que se extiende a todo lo largo del video. El trabajo fue finalista en la décima segunda edición del evento World Festival of Video and TV en Acapulco, México.

## Comentarios
Sobre la canción, el cantante colombiano Juanes declaró lo siguiente:

«El temblor» fue la primera canción que yo escuché de ellos, fue la que sonó en Colombia de primera. (...) Son una leyenda total. Han marcado una historia muy importante para todos los jóvenes latinoamericanos (...)
Juanes, 19 de septiembre de 2007.

## Versiones
Soda Stereo ha realizado varias versiones de la canción. La versión clásica es la del video, que responde a la incluida en el álbum Nada personal. En 1988, en un viaje a Londres, la banda grabó junto a un DJ «When the Shaking is Past» y «Games of Seduction», las versiones en inglés de «Cuando pase el temblor» y «Juego de seducción» respectivamente, como parte de una prueba para lanzarse a un mercado internacional. Finalmente el proyecto fue abandonado por desacuerdos monetarios.
Además de las versiones en vivo (entre las que se destaca la realizada en el programa Videomatch en 1995) Soda Stereo realizó una reversión de «Cuando pase el temblor» en el álbum Zona de promesas de 1993.[cita requerida]
En la mayoría de las presentaciones en vivo ha sido interpretada unida a «Zoom» (desde el lanzamiento de esta canción en 1995), cuando termina «Zoom» comienza inmediatamente «Cuando pase el temblor», por ejemplo en Comfort y música para volar (MTV Unplugged) o en la Gira Me Verás Volver.[cita requerida]
En su regreso de 2007 para la gira Me verás volver, la canción fue uno de los puntos altos del repertorio. En el Estadio Monumental, el 19 de octubre de ese año, Soda Stereo interpretó «Zoom» y «Cuando pase el temblor» sin pausa entre las mismas. En tono humorístico se cambió espontáneamente el coro por «Despiértame…cuando pase el reggaeton», los últimos cuarenta segundos de la canción se tocaron con el ritmo de reguetón y al final se adicionaron diez segundos de una distorsión de música tropical.
- La banda de rock brasileña Os Paralamas do Sucesso hicieron una versión (en portugués) en su álbum de estudio Sinais do Sim de 2017.[cita requerida]
- La banda argentina Los Tipitos incluyó una versión del tema en su álbum Ojos tremendos, aparecida también en el disco Rock Nacional.[cita requerida]

## Listado de canciones
| Vinilo promocional de 7 pulgadas de Costa Rica |                          |          |  |
| N.º                                            | Título                   | Duración |  |
| 1.                                             | «Cuando pase el temblor» | 3:49     |  |
| 2.                                             | «Estoy azulado»          | 5:16     |  |

## Personal
- Gustavo Cerati: voces y guitarra eléctrica
- Zeta Bosio: bajo
- Charly Alberti: Caja de ritmos y platillos
- Fabián Vön Quintiero: sintetizadores

## Posicionamiento en listas
| Lista (1988)    | Mejor posición |
| --------------- | -------------- |
| Argentina (UPI) | 5              |

| Lista (2014)                                        | Mejor posición |
| --------------------------------------------------- | -------------- |
| Estados Unidos (Billboard Latin Digital Song Sales) | 44             |